# 100433 Hyakusyuko
100433 Hyakusyuko è un asteroide della fascia principale. Scoperto nel 1996, presenta un'orbita caratterizzata da un semiasse maggiore pari a 2,5830736 UA e da un'eccentricità di 0,3412212, inclinata di 8,77873° rispetto all'eclittica.